# Одаркіно
Ода́ркіно (рос. Одаркино, чув. Отарккă) — присілок у Чувашії Російської Федерації, центр Чуманкасинського сільського поселення Моргауського району.
Населення — 465 осіб (2010; 405 в 2002, 532 в 1979; 241 в 1939, 187 в 1926, 159 в 1906, 56 в 1859). Національний склад — чуваші, росіяни.

## Історія
До 1866 року селяни мали статус державних, займались землеробством, тваринництвом, слюсарством, виготовленням одягу. 1929 року утворено колгосп «Енгельс». До 1927 року присілок перебував у складі Тораєвської волості Ядрінського повіту. 1927 року присілок переданий до складу Татаркасинського, 16 січня 1939 року — до складу Сундирського, 17 березня 1939 року — до складу Совєтського, 1944 року — до складу Моргауського, 1959 року — повернуто до складу Сундирського, 1962 року — до складу Ядрінського, 1963 року — до складу Чебоксарського, 1964 року — повернутий до складу Моргауського району.

## Господарство
У присілку діють школа, дитячий садок, фельдшерсько-акушерський пункт, бібліотека, пошта, магазин.